# Edmond Wodehouse
Edmond Wodehouse, britanski general, * 25. marec 1894, † 31. december 1959.